# Gießen 46ers
Maillots
Les Gießen 46ers, sont un club allemand de basket-ball issu de la ville de Giessen. Il est issu du club omnisports intitulé MTV 1846 Gießen. Le club possède évolue en Pro A (2e division).

## Historique
Le club est relégué en deuxième division à l'issue de la saison 2021-2022.

## Noms successifs
- Avant 2000 : MTV 1846 Gießen
- 2000 - 2003 : Avitos Gießen
- 2003 : Gießen 46ers
- depuis 2019 : JobStairs Gießen 46ers

## Palmarès
- Champion d'Allemagne : 1965, 1967, 1968, 1975, 1978
- Vainqueur de la Coupe d'Allemagne : 1969, 1973, 1979

## Entraîneurs successifs
- 2007-2008 :  Thorsten Leibenath (en)
- 2008-2009 :  Simon Cote (de)
- 2009-2011 :  Vladimir Bogojevič
- 2011 :  Steven Key (en)
- 2011-2012 :  Björn Harmsen (en)
- 2012-2013 :  Mathias Fischer (de)
- 2013-2017 :  Denis Wucherer
- 2017-12/2020 :  Ingo Freyer
- 12/2020-05/2021 :  Rolf Scholz (de)
- 06/2021-05/2022 :   Peter Strobl (de)
- depuis 2022 :  Branislav Ignjatović (de)

## Joueurs célèbres ou marquants
- Heiko Schaffartzik
- Anton Gavel
- Louis Campbell
- Sharaud Curry
- Chuck Eidson
- T.J. Lux
- Kevin Nash
- Ronnie Taylor
- Myles Hesson